# Villa Primero de Mayo
Villa Primero de Mayo, oficialmente Distrito Municipal N° 7, es uno de los quince distritos municipales que junto con el área rural conforman el municipio de Santa Cruz de la Sierra, en Bolivia. Según el censo de 2021 tenía una población de 165.015 habitantes. En la Encuesta de Estimación Poblacional del año 2023 tiene una población de más de 237,000 habitantes.
En Villa Primero de Mayo se encuentra el club de fútbol Deportivo Torre Fuerte.